# Горно Доброщко езеро
Горното Доброщко езеро (на македонска литературна норма: Горно Доброшко езеро) е ледниково езеро в Шар планина, в нейния източен дял. Намира се на територията на Северна Македония.
Горното и Долното Доброщко езеро съставят групата на Доброщките езера. Намират се на разстояние от около 200 метра едно от друго. Разположени са над село Доброще, от което са получили името си.
Горното Добровищко езеро се намира на най-голяма надморска височина от всички езера в Шар – 2314 метра, то е и най-северното езеро. Спада към водосборния басейн на река Габровчица. Преди обявяването на новия национален парк „Шар Планина“е направено проучване, според което езерото има повърхност от 1006 m2, дълбоко е 1,5 m, дълго 46,7 m и широко 32,6 m. Захранва се от снеготопенето и от околни извори.
При преход по билото до Добровищките езера може да се стигне от седловината Козе седло. Непосредствено над Горното Добровищко езеро има чучури с изворна вода. С;лизането до тях, пълненето на вода и обратното качване до билото става за около час, час и половина. Циркусът на езерата е и много удобен за бивак.